# V/H/S/2
Pour les articles homonymes, voir VHS.
Série
V/H/S
(2012) V/H/S Viral
(2014)
Pour plus de détails, voir Fiche technique et Distribution.
V/H/S/2 est un film à sketches d'horreur found footage américano-canado-indonésien réalisé par Adam Wingard, Simon Barrett, Greg Hale, Eduardo Sánchez, Gareth Evans, Timo Tjahjanto et Jason Eisener et sorti en 2013. Il fait suite à V/H/S, sorti l'année précédente.

## Synopsis

### Tape 49et trame principale
- Réalisé par Simon Barrett

La mère d'un étudiant universitaire fait appel à Larry et Ayesha, un couple de détectives privés pour enquêter sur la disparition de son fils, Kyle. Alors qu'ils visitent l'intérieur de la maison dans laquelle vit supposément Kyle, les deux détectives ne trouvent aucune trace du jeune homme mais découvrent plusieurs postes de télévision, des magnétoscopes ainsi que de nombreuses cassettes VHS dans le salon.

### Phase I Clinical Trials
- Réalisé par Adam Wingard

Herman, victime d'un accident de la route, se voit greffer un implant oculaire pour remplacer son œil droit, dont il a perdu l'usage lors de son accident. Le docteur qui opère Herman le prévient également que l'implant est muni d'une micro-caméra qui enregistre tout ce qu'il voit et qu'il est possible qu'il assiste à des défauts ou glitches, l'implant étant toujours en phase expérimentale. En effet, lorsqu'il rentre chez lui, Herman commence via son implant à être témoin de phénomènes très étranges semblant être invisibles pour un œil humain normal.

### A Ride in the Park
- Réalisé par Eduardo Sanchez et Gregg Hale

Alors qu'il se promène à vélo dans un parc, Mike rencontre une femme ensanglantée, terrorisée et lui suppliant de lui venir en aide, à elle et à son petit-ami qui ont manifestement été attaqués quand soudain, la femme en question se met à vomir du sang.

### Safe Haven
- Réalisé par Timo Tjahjanto et Gareth Evans

En Indonésie, une équipe de tournage composée d'un journaliste, Malik, d'une productrice, Lena (qui est également la fiancée de Malik) ainsi que de deux caméramans, Adam et Joni décide d'infiltrer une mystérieuse secte indonésienne en effectuant un reportage, munis notamment de caméras cachées. Bien qu'elle soit accueillie par son leader, l'équipe comprend qu'en plus des leurs, la secte cache de sombres secrets.

### Slumber Party Alien Abduction
- Réalisé par Jason Eisener

Deux frères, Gary et Randy se voient confier des tâches ménagères à faire par leurs parents, qui partent en virée romantique. Les jeunes adolescents en profitent plutôt pour inviter deux de leurs amis, Shawn et Danny pour embêter Jen, leur sœur ainée qui a elle aussi tiré avantage de l'absence des parents pour inviter Zack, son petit-ami ainsi que plusieurs de ses amis. Alors que les deux groupes de jeunes s'amusent dans la maison familiale située en bord de lac, d'étranges phénomènes visuels et sonores commencent à se produire sous l'eau et à la surface.

## Fiche technique
Sauf indication contraire, les informations mentionnées dans cette section peuvent être confirmées par la base de données cinématographiques IMDb,  présente dans la section « Liens externes ».
- Titre original et français : V/H/S/2
- Réalisation : Gareth Evans, Jason Eisener, Greg Hale, Eduardo Sánchez, Timo Tjahjanto, Simon Barrett et Adam Wingard
- Scénario : Simon Barrett (en), Jason Eisener, Gareth Evans, Jamie Nash et Timo Tjahjanto
- Photographie : Tarin Anderson, Abdul Dermawan Habir, Stephen Scott, Seamus Tierney et Jeff Wheaton
- Musique : James Guymon, Steve Moore, Aria Prayogi et Fajar Yuskemal
- Production : Roxanne Benjamin, Gary Binkow et Kyle David Crosby
- Sociétés de production : Bloody Disgusting, Pictureshow Productions Inc, The Collective Studios, Studio Unknown et Haxan Films
- Société de distribution : Magnet Relesing (États-Unis)
- Pays d'origine :  États-Unis,  Canada,  Indonésie
- Langues originales : anglais, indonésien
- Format : couleur - 1.78:1
- Genres : horreur, found footage, anthologie, thriller
- Dates de sortie[1] : 
  - États-Unis : 6 juin 2013
  - France : 6 septembre 2013 (L'Étrange Festival)
- Classification[2] :
  - États-Unis : R - Restricted
  - France : interdit aux moins de 16 ans

## Distribution

### Tape 49
- Lawrence Michael Levine : Larry
- Kelsy Abbott : Ayesha
- L.C. Holt : Kyle
- Simon Barrett : Steve
- Mindy Robinson : Tabitha
- Monica Sanchez-Navarro : la femme de chambre

### Phase I Clinical Trials
- Adam Wingard : Herman Middleton
- Hannah Hughes : Clarissa
- John T. Woods : Dr. Fleischer
- Corrie Lynn Fitzpatrick : la jeune fille
- Brian Udovich : l'homme ensanglanté
- John Karyus : l'oncle de Clarissa
- Casey Adams : Justin

### A Ride in the Park
- Jay Saunders : Mike
- Bette Cassat : la femme en détresse
- Dave Coyne : le samaritain
- Wendy Donigian : la samaritaine
- Devon Brookshire : Amy

### Safe Haven
- Fachry Albar : Adam
- Hannah Al-Rashid : Lena
- Oka Antara : Malik
- Andrew Lincoln Suleiman : Joni
- Epy Kusnandar : le Père
- R. R. Pinurti : Ibu Sri

### Slumber Party Alien Abduction
- Riley Eisener : Tank
- Rylan Logan : Gary
- Samantha Gracie : Jen
- Cohen King : Randy
- Zachary Ford : Shawn
- Josh Ingraham : Danny
- Jeremie Saunders : Zack
- Tyler Ross : l'ami de Zack
- Hannah Prozenko : Melissa
- Fraser McCready : le père
- Rebecca Babcock : la mère

## Production
Le tournage a lieu notamment dans le comté de Frederick dans le Maryland.

## Distinctions

### Nominations et sélections
- Festival du film de Tribeca 2013
- Festival international du film fantastique de Gérardmer 2014